# Josep Maria Mauri i Prior
Josep Maria Mauri i Prior (Alzina, Sant Esteve de la Sarga, Pallars Jussà, 21 d'octubre de 1941) és un sacerdot catòlic català.
Va fer estudis de Filosofia i Teologia al Seminari Conciliar de la Seu d'Urgell, i és llicenciat en Història eclesiàstica per la Pontifícia Universitat Gregoriana de Roma, i en Filosofia i Lletres (Secció d'Història General) per la Universitat de Barcelona. Fou ordenat sacerdot l'any 1965, i el 2010 va ser nomenat pel bisbe d'Urgell, Vicari General de la Diòcesi d'Urgell.
Durant cinc anys fou Vicari General d'Andorra la Vella, i també tingué altres càrrecs parroquials.
De 1994 a 2002 fou Delegat Episcopal d'Acció Caritativa i Social i de Càritas Diocesana d'Urgell. I de 1997 a 2003 fou Rector i Arxiprest de Tremp. Des del 2003 fou Vicari Episcopal per als Assumptes econòmics i Ecònom de la Diòcesi, Canonge de La Seu d'Urgell, Membre del Consell Presbiteral i del Col·legi de Consultors d'Urgell, i Delegat diocesà de Patrimoni Cultural.
Posteriorment, el dia 20 de juliol de 2012, va ser nomenat representant del Copríncep Episcopal d'Andorra, substituint a l'anterior sacerdot Nemesi Marquès i Oste.
El juny del 2016 el papa Francesc va concedir a Josep Maria Mauri i Prior la dignitat de “Capellà de Sa Santedat”, que porta annex el tractament de “monsenyor". El títol honorífic de “Capellà de Sa Santedat” és un signe de proximitat dels sacerdots a la persona del Sant Pare, es concedeix als sacerdots que s'han distingit pel seu servei a l'Església i comporta el tractament de monsenyor. Aquest és l'únic títol honorífic que existeix a l'Església Catòlica des de l'any 2014.